# Frank Paschek
Frank Paschek (ur. 25 czerwca 1956 w Bad Doberan) – niemiecki lekkoatleta specjalizujący się w skoku w dal, uczestnik letnich igrzysk olimpijskich w Moskwie (1980), srebrny medalista olimpijski w skoku w dal. W czasie swojej kariery reprezentował Niemiecką Republikę Demokratyczną.

## Sukcesy sportowe
- czterokrotny medalista mistrzostw NRD w skoku w dal – dwukrotnie złoty (1978, 1980), srebrny (1979) oraz brązowy (1982)[1]
- trzykrotny medalista halowych mistrzostw NRD w skoku w dal – złoty (1981), srebrny (1976) oraz brązowy (1980)[2]

| Rok  | Miasto | Zawody               | Konkurencja | Wynik         |
| ---- | ------ | -------------------- | ----------- | ------------- |
| 1980 | Moskwa | Igrzyska olimpijskie | skok w dal  | srebrny medal |

## Rekordy życiowe
- skok w dal – 8,36 – Berlin 28/05/1980
- skok w dal (hala) – 8,00 – Grenoble 02/02/1980